# Симон
Симон († 1226) — чернець Києво-Печерського монастиря, з 1215 року — єпископ владимиро-суздальський, канонізований Православною Церквою. Його листування з київським ченцем Полікарпом стало основою великого твору — Києво-Печерського Патерика. Можливо, що Симон написав і повчального листа до княжни Верхуслави (підписаний у копії «Зосиман»).